# Меядин
Маядин или Эль-Маядин (араб. الميادين‎) — город на востоке Сирии, расположенный на территории мухафазы Дайр-эз-Заур.

## Географическое положение
Город находится в центральной части мухафазы, на правом берегу Евфрата, в 12 километрах ниже по течению от места впадения в Евфрат реки Хабур. Абсолютная высота — 187 метров над уровнем моря.

Маядин расположен на расстоянии приблизительно 40 километров к юго-востоку от Дейр-эз-Заура, административного центра провинции, и на расстоянии 410 километров к северо-востоку от Дамаска, столицы страны.

## История
3 июля 2014 года город был занят силами террористической группировки Исламское государство.

### Освобождение Маядина
Военная операция по освобождению города началась 8 октября 2017 года под руководством сирийского генерала Аль-Хасана Сухеля. Уже через пару дней правительственные войска были в западной части города.
Осознавая, что подкрепление к боевикам может прийти только с территории Ирака, военнослужащим сирийской армии пришлось полностью окружить город.
Коренным же переломом, позволившим полностью освободить Меядин, стал манёвр, спланированный генералом Сухелем: он вместе с небольшим отрядом занял трассу, ведущую на Абу-Кемаль.
Окончательно Меядин был освобождён от боевиков ИГ 14 октября 2017 года. Эта победа правительственных войск позволила армии Башара Асада выйти к восточным границам республики.

## Демография
По данным последней официальной переписи 1981 года, население составляло 14 966 человек.
Динамика численности населения города по годам:
| 1960  | 1970   | 1981   | 2003   | 2012   |
| ----- | ------ | ------ | ------ | ------ |
| 7 167 | 10 083 | 14 966 | 48 922 | 60 376 |

## Экономика
Основу экономики города составляет сельскохозяйственное производство.

## Транспорт
Через Маядин проходит автомагистраль, соединяющая город Алеппо (Халеб) с городом Абу-Кемаль, расположенным на границе с Ираком. Ближайший аэропорт расположен в городе Дейр-эз-Зор.